# 碓氷線

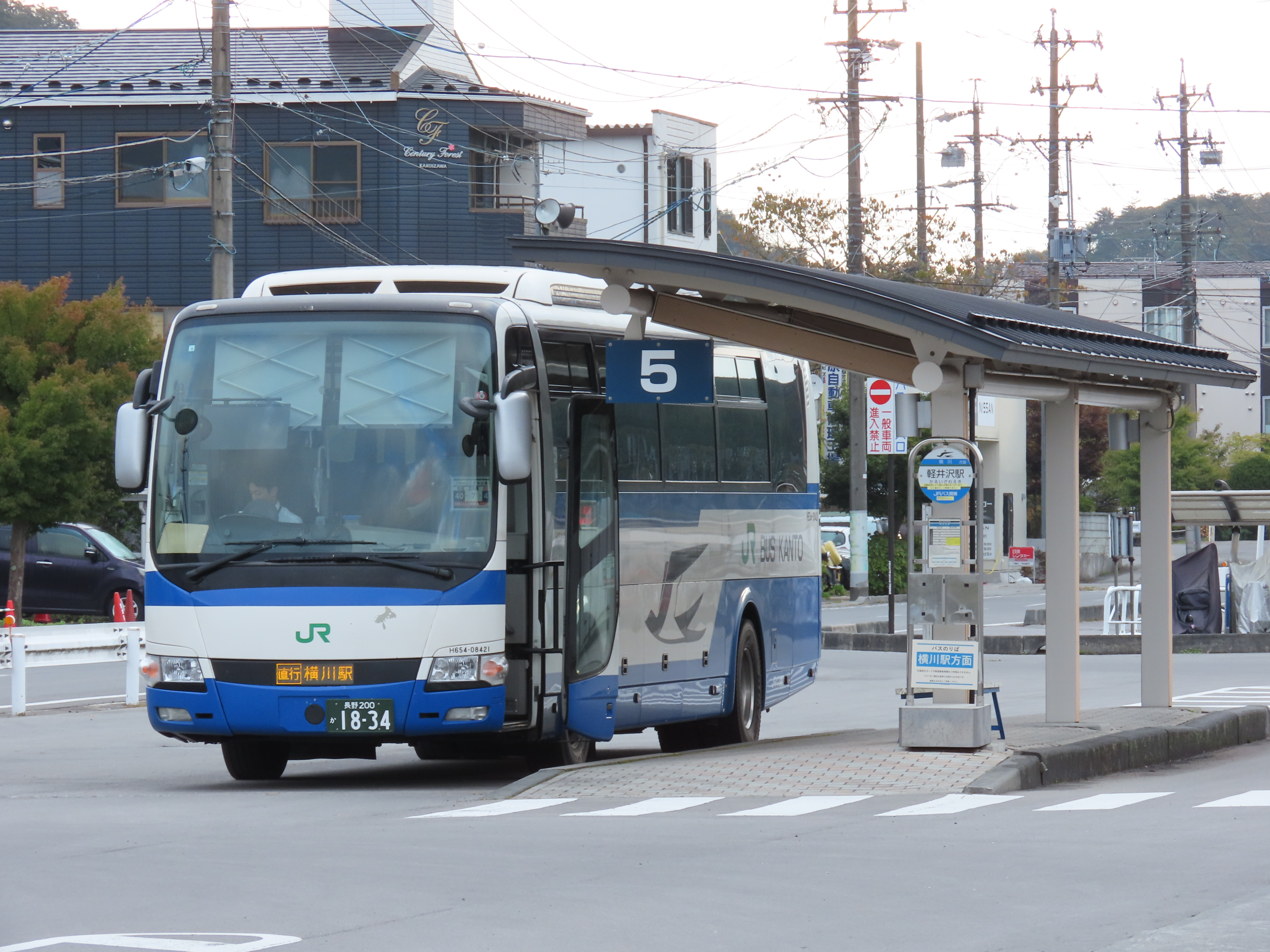
軽井沢駅停留所（2024年10月撮影）H654-08421

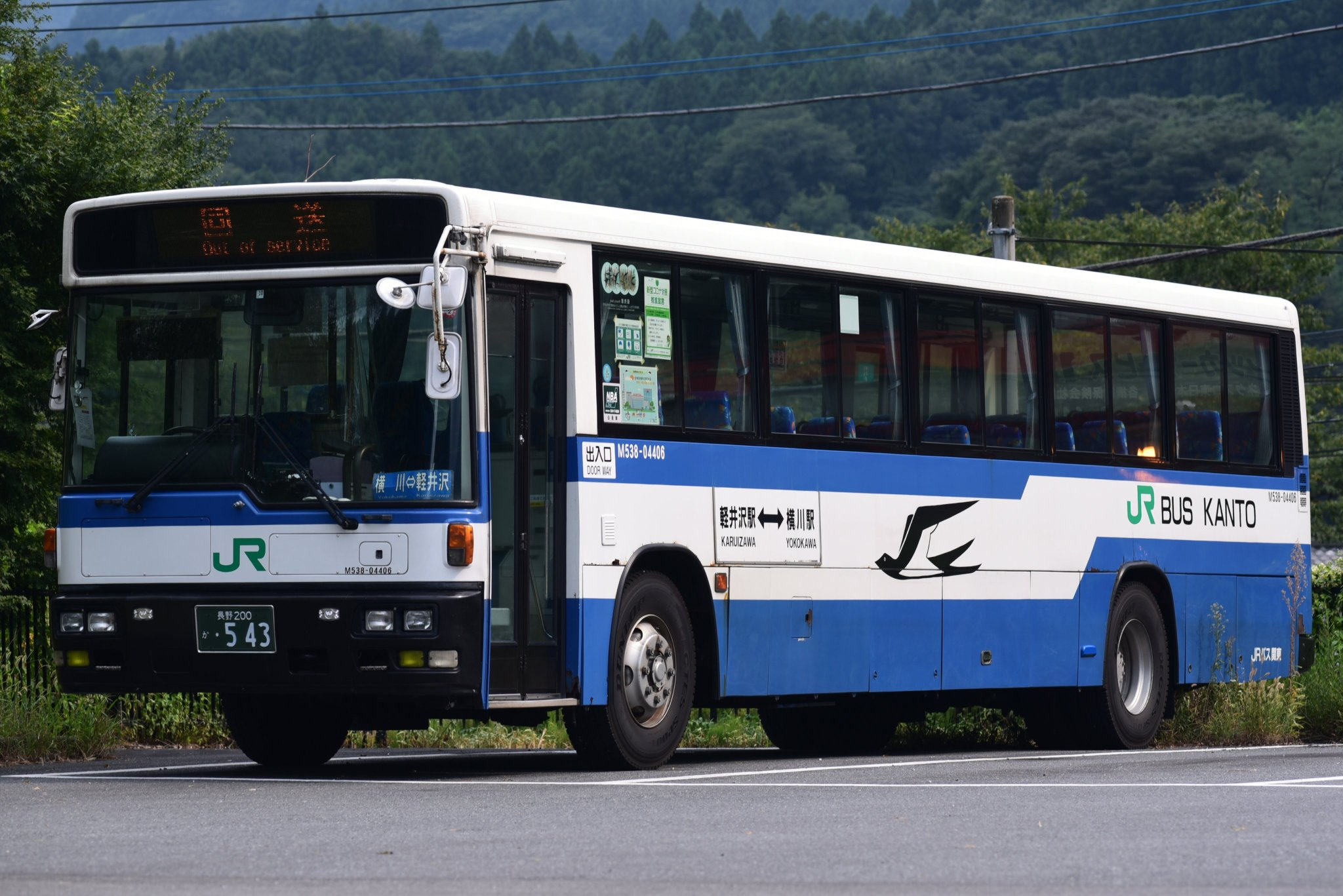
碓氷線専用の車両（2020年8月撮影）M538-04406

碓氷線（うすいせん）は、ジェイアールバス関東（JRバス関東）小諸支店が運行するバス路線である。横軽線（よこかるせん）と呼ばれることもある。
ここでは、同線から派生しためがねバスについても記す。

## 概要
1997年10月1日、北陸新幹線の高崎駅 - 長野駅間の開通により東日本旅客鉄道（JR東日本）信越本線の横川駅 - 軽井沢駅間の廃止に伴う廃止代替バスとして開業した。当初は路線名はなく時刻表には横川 - 軽井沢バスと掲載されていたが、後に碓氷線の名が記されている。
貸切免許による路線運行となっており、開業当時は廃止代替という政策上の理由から、運賃は横川 - 軽井沢の鉄道運賃230円の2倍で460円としたが、その後の利用者減少により2003年には500円に値上げし、さらに2度の消費税率改定による引き上げを経て520円となっている。
軽井沢発の便では碓氷バイパスの渋滞などで横川到着が遅れた場合、信越本線の接続列車はバスからの乗換えが済むまで発車を待つことが多い。逆にしなの鉄道線への乗り継ぎでは接続を待つことは少ない。
通常便は碓氷バイパス経由での運行だが、渋滞など碓氷バイパスが混雑している場合は通常便でも旧道へ迂回することもある。

## 沿革
- 1997年10月1日：開業。1日7往復、片道運賃460円（小児230円）。
- 1998年12月8日：ダイヤ改正。平日1日10往復、土休日1日12.5往復に増便、停留所新設（入山、成沢）。
- 1999年4月18日：旧道経由の観光路線「めがねバス」運行開始。
- 2000年12月2日：ダイヤ改正。平日1日8往復に減便。
- 2003年8月1日：片道500円（小児250円）に運賃値上げ。
- 2008年10月18日：ダイヤ改正。旧道経由の一部停留所を廃止（麻苧の滝、火の見下、アプト1号トンネル口、中山道口、碓氷湖）。
- 2011年3月1日：往復割引を廃止。
- 2012年3月17日：ダイヤ改定。平日・土休日ともに1日7往復に減便。
- 2014年4月1日：消費税率改定に伴い、片道510円（小児260円）に運賃値上げ。
- 2019年4月20日：旧道経由の「めがねバス」を補完する形で横川駅 - 熊ノ平駐車場間の「碓氷旧道シャトルバス」を運行開始。特定日に5往復設定。
- 2019年10月1日：消費税率改定に伴い、大人のみ片道520円に運賃値上げ。

## 運行概要

### 路線
碓氷線（碓氷バイパス経由）
横川 - 軽井沢
所要時間は34分、1日7往復。
旧道碓氷線（「めがねバス」）
横川 - 坂本宿 - くつろぎの郷 - めがね橋 - 熊ノ平駐車場 - 熊ノ平 - 軽井沢
所要時間は42分、大型連休・夏休み・秋の紅葉などの期間に1日1往復運行（運転日注意）
旧道碓氷線（「碓氷旧道シャトルバス」）
横川 - 坂本宿 - くつろぎの郷 - めがね橋 - 熊ノ平駐車場
2019年度より運行。大型連休・夏休み・秋の紅葉などの期間に1日5往復運行（運転日注意）。中型車（いすゞ・ガーラミオ）で運行。

### 運賃
運賃は前払い制で、全線を乗車した場合は大人520円である。鉄道路線との連絡運輸の扱いは無い。また、回数券が車内で発売されている。SuicaなどのICカード乗車券には対応していない。青春18きっぷも利用できない。

### 車両
小諸支店と軽井沢の間は回送により車両が送り込まれている。一部は佐久平へ回送の上、高峰高原線（佐久平 - 高峰高原）とリンクするダイヤや同支店で運行する群馬県安中市の私立高校（新島学園中学校・高等学校）のスクールバスとリンクするダイヤもある。
車両は当初、貸切車両を充当していたが、前ドア1か所のみの一般の路線車やハイデッカー車が使用される。2000年には当路線向けに（日野・ブルーリボンシティ）を、2004年にもう1両（日産ディーゼル〈現・UDトラックス〉UA452TAN）が投入されたが、2021年10月に日産ディーゼル製車両が小諸支店より引退した。そのため、貸切登録（びゅうバス）の日野・セレガが投入されている。一般路線車は最前部助手席側1席を除き全て2人がけとなり、補助席もついているが、多客期（夏休み、紅葉期など）は続行便を運行することもある。
- 以下の画像は全て横川にて撮影。

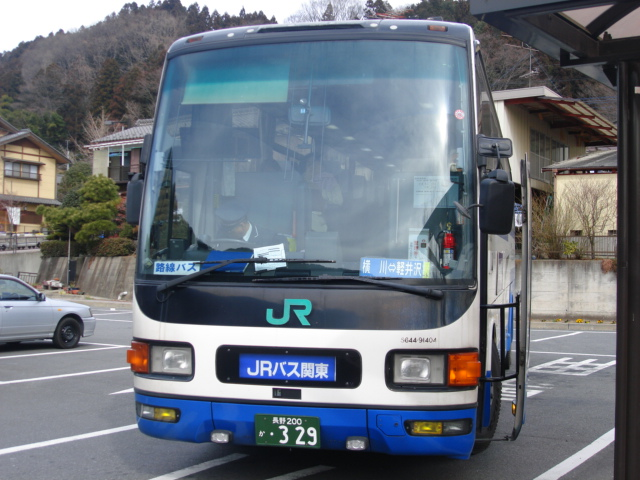
貸切格下げのスーパーハイデッカー車も充当された。（2007年3月撮影）S644-91404（現在は廃車）
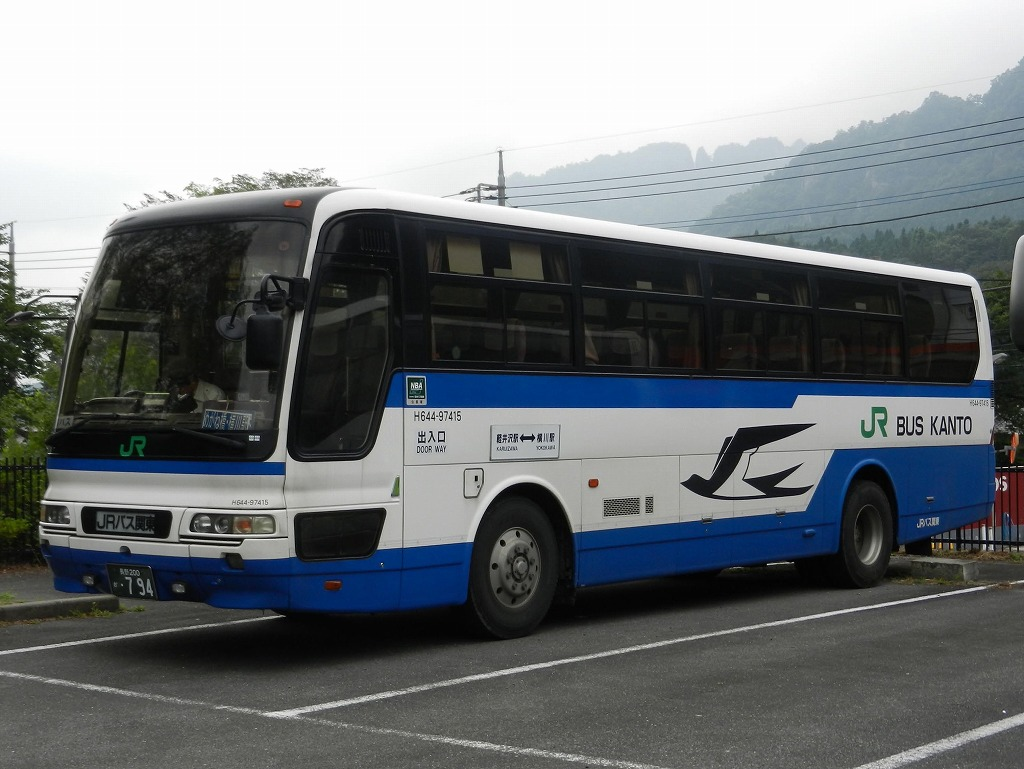
貸切格下げ車（2012年7月撮影）H644-97415
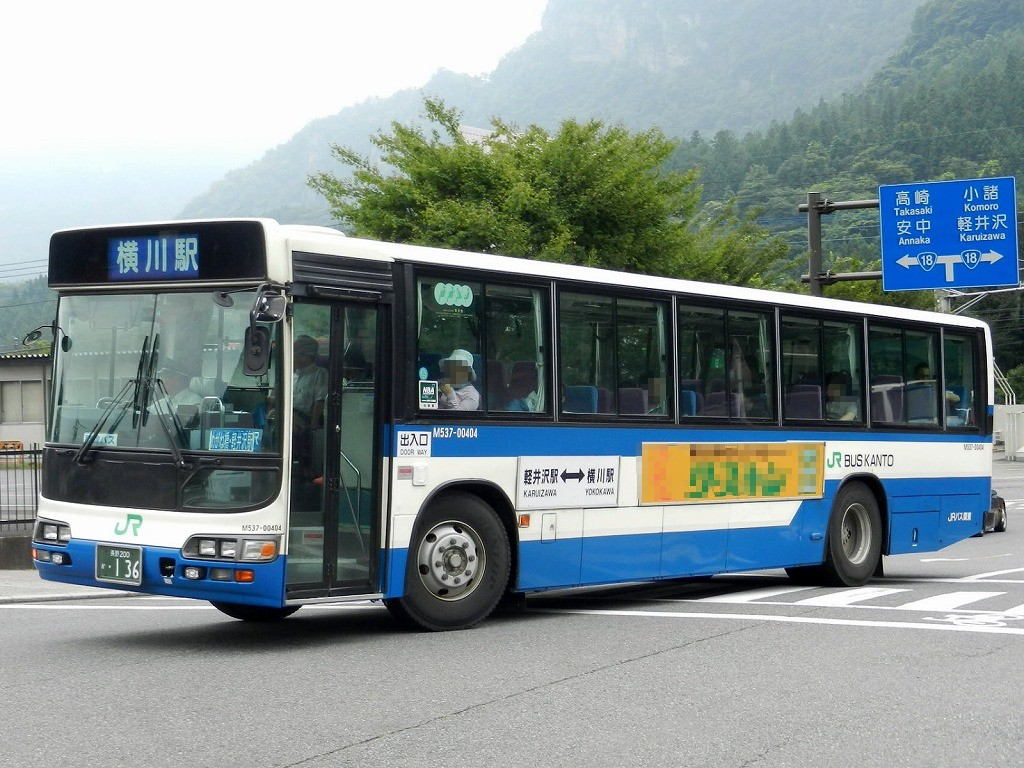
碓氷線専用車（2012年7月撮影）M537-00404（現在は廃車）
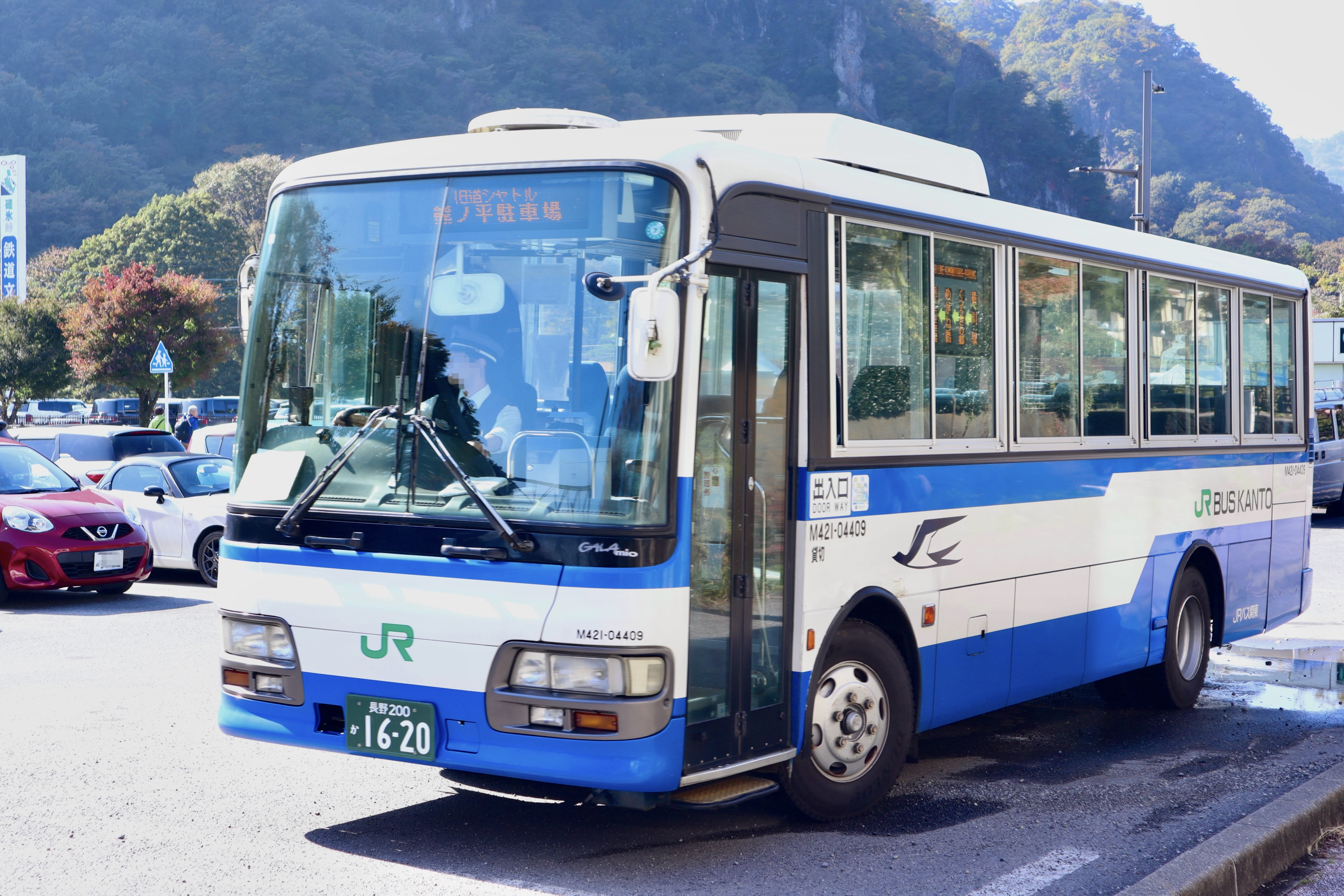
旧道碓氷シャトル（2024年11月4日撮影）